# Ouvrage extérieur

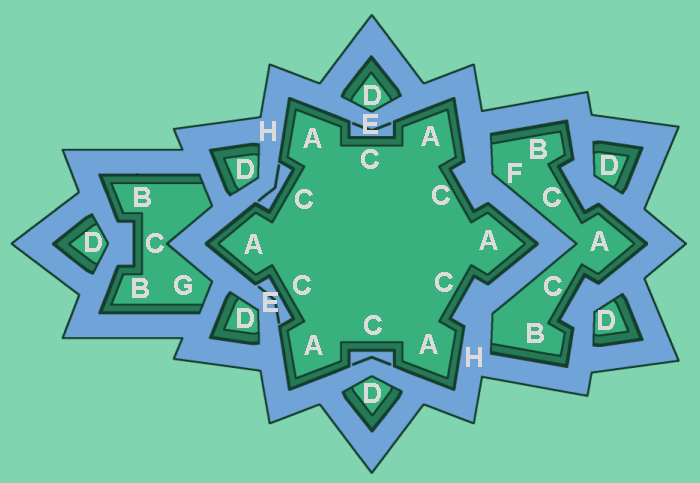
Ouvrage extérieur.

Un ouvrage extérieur ou dehors est en fortification bastionnée un élément détaché de la ligne principale (courtine et bastions) mais qui forme avec cette dernière un ensemble qui constitue la ligne de défense bastionnée à l’inverse des ouvrages avancés qui sont totalement séparés de la ligne de défense bastionnée.
Font partie des ouvrages extérieurs
- contre-garde
- couvre-face
- demi-lune
- fausse braie
- tenaille
- ouvrage à cornes